# Johann Carl Zierl
Johann Carl Zierl, auch Johann Konrad Zierl, (* 12. März 1679 in Nürnberg; † 28. September 1744 in Weißenburg) war ein deutscher Maler unter dem Ansbacher Markgrafen Wilhelm Friedrich. Er fertigte zahlreiche Porträts der Persönlichkeiten der Ansbacher Markgrafschaft und der Reichsstadt Weißenburg an.

## Leben

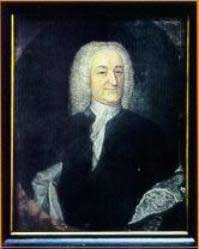
Gemälde Johann Alexander Döderleins, gemalt von Johann Carl Zierl. Reichsstadt Weißenburg

Zierl verlor die Gunst des Markgrafen und wurde viele Jahre auf der Festung Wülzburg gefangen gehalten. Danach begab er sich zunächst nach Augsburg, wo er im französischen Stil Porträts in Öl und in Miniatur malte. Zuletzt zog er nach Weißenburg, wo er im Alter von 65 Jahren verstarb und auf dem dortigen Südfriedhof beerdigt wurde.
Nach seinem Tode wurde in Ansbach der Zierlweg nach ihm benannt.